# Перешеек

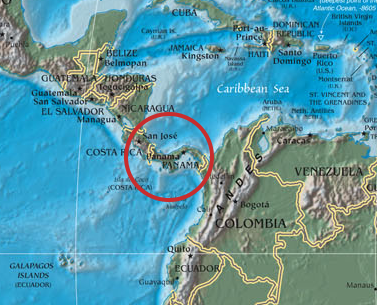
Панамский перешеек, связывающий Центральную и Южную Америку

Переше́ек — тонкая полоска земли, ограниченная с двух сторон водой и соединяющая две части суши. Перешеек является противоположностью пролива, который расположен между сушей и соединяет два крупных водоёма.
Перешейки нередко являются подходящим местом для строительства водных каналов, так как расстояние, которое должен преодолеть канал, чтобы сделать возможным сообщение между водоёмами, здесь наименьшее. Известные примеры тому — Суэцкий канал и Панамский канал, существенно сокращающие длину многих морских сообщений.
В древности перешейки нередко служили волоками, то есть местами, через которые перетаскивали суда.
Перешейки также играют важную роль как в распространении биологических видов в разных направлениях, так и в разграничении флористических и прочих биотопов, разделяя их на части.

## Примеры

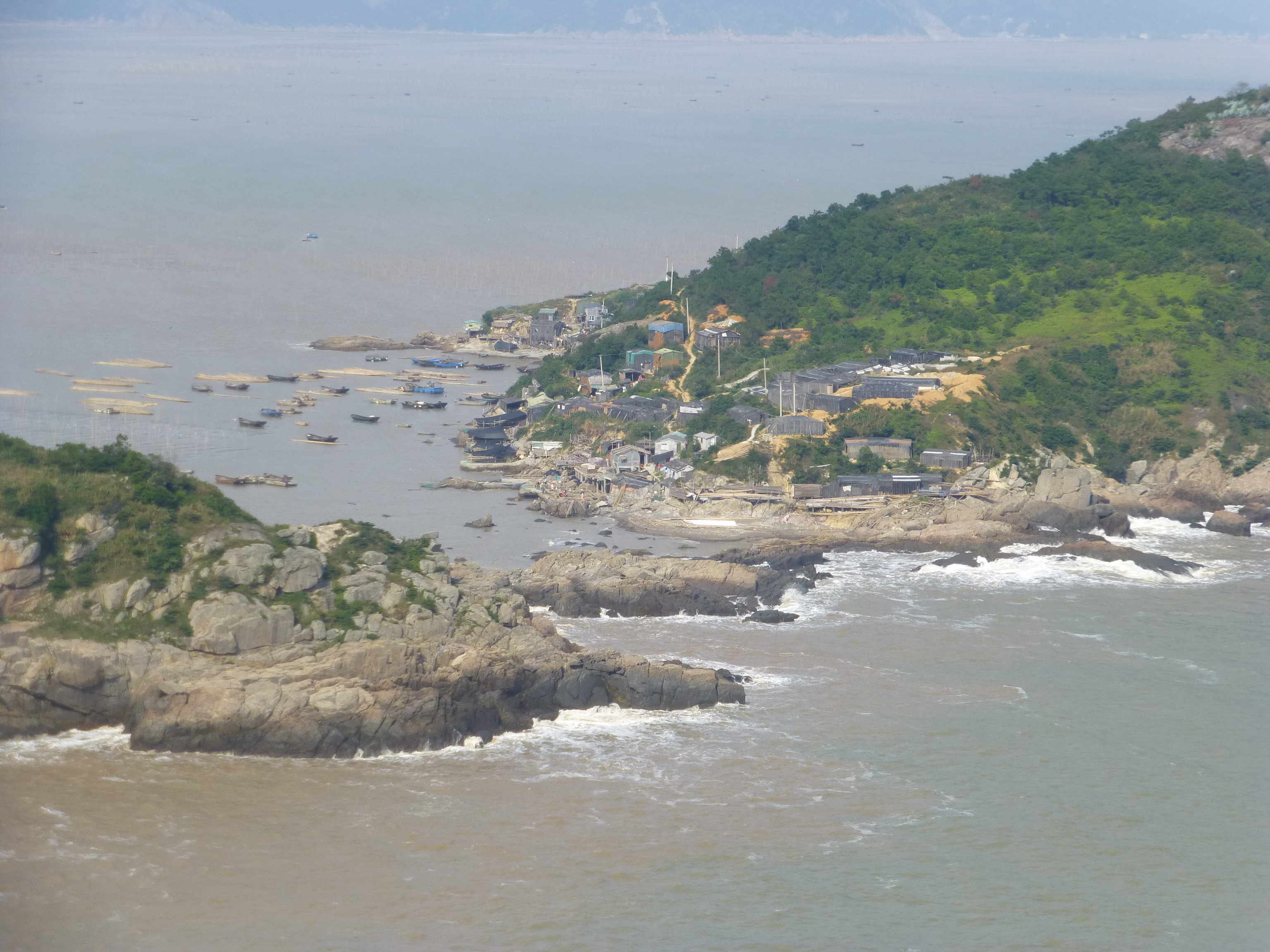
Скалистый перешеек, соединяющий полуостров Дамэньшань (справа) с большой землёй (слева). Уезд Цаннань, провинция Чжэцзян, Китай

- Карельский перешеек
- Корейский перешеек
- Коринфский перешеек
- Кра
- Перекопский перешеек
- Панамский перешеек
- Суэцкий перешеек
- Теуантепекский перешеек